# Ельниково (Марий Эл)
Ельниково (горномар. Кожерлä) — деревня в Горномарийском районе Марий Эл Российской Федерации. Входит в состав Виловатовского сельского поселения.
Численность населения — 87 чел. (2010 год).

## География
Располагается в 4 км от административного центра сельского поселения — села Виловатово, на правом берегу реки Большая Сундырка.

## История
Марийское название означает «ельники» и указывает на былое наличие елового леса вблизи деревни. Впервые упоминается в 1795 году.

## Население
| 2002 | 2010 |
| ---- | ---- |
| 82   | ↗87  |